# Litwa na Zimowych Igrzyskach Olimpijskich 2002
Litwę na Zimowych Igrzyskach Olimpijskich 2002 reprezentowało ośmioro zawodników.

## Biathlon
Mężczyźni
| Zawodnik         | Konkurencja       | czas biegu | Kary | Pozycja |
| ---------------- | ----------------- | ---------- | ---- | ------- |
| Liutauras Barila | Sprint mężczyzn   | 30:01,4    | 5    | 82.     |
| Liutauras Barila | Bieg indywidualny | 59:02,3    | 4    | 62.     |

Kobiety
| Zawodnik            | Konkurencja            | czas biegu | Kary | Pozycja |
| ------------------- | ---------------------- | ---------- | ---- | ------- |
| Diana Rasimovičiūtė | Sprint kobiet - 7,5 km | 25:41,4    | 3    | 66.     |

## Biegi narciarskie
Mężczyźni
| Zawodnik            | Konkurencja   | czas      | Pozycja |
| ------------------- | ------------- | --------- | ------- |
| Ričardas Panavas    | Bieg na 15 km | 40:31,0   | 39.     |
| Vladislavas Zybaila | Bieg na 15 km | 42:07,9   | 52.     |
| Vadim Gusev         | Bieg na 15 km | 43:56,2   | 59.     |
| Vladislavas Zybaila | Bieg na 30 km | 1:21:27,1 | 57.     |
| Vadim Gusev         | Bieg na 30 km | 1:24:26,3 | 63.     |
| Ričardas Panavas    | Bieg na 50 km | 2:23:56,4 | 43.     |
| Vladislavas Zybaila | Bieg na 50 km | 2:29:27,4 | 50.     |
| Vadim Gusev         | Bieg na 50 km | 2:45:23,0 | 55.     |
| Ričardas Panavas    | Bieg łączony  | 52:47,1   | 47.     |
| Vladislavas Zybaila | Bieg łączony  | 29:08,1   | 58.     |
| Vadim Gusev         | Bieg łączony  | 29:57,7   | 63.     |
| Vadim Gusev         | Sprint        | 3:07,25   | 52.     |
| Vladislavas Zybaila | Sprint        | 3:07,25   | 53.     |

Kobiety
| Zawodnik         | Konkurencja   | czas    | Pozycja |
| ---------------- | ------------- | ------- | ------- |
| Irina Terentjeva | Bieg na 15 km | 45:45,4 | 48.     |
| Irina Terentjeva | Bieg łączony  | 15:13,5 | 63.     |
| Irina Terentjeva | Sprint        | 3:34,18 | 48.     |

## Łyżwiarstwo figurowe
| Zawodnik                            | Konkurencja     | Nota | Pozycja |
| ----------------------------------- | --------------- | ---- | ------- |
| Margarita Drobiazko Povilas Vanagas | Tańce na lodzie | 10,0 | 5.      |